# Machimus gymnus
Machimus gymnus là một loài ruồi trong họ Asilidae. Machimus gymnus được Oldroyd miêu tả năm 1939. Loài này phân bố ở vùng nhiệt đới châu Phi.